# 鄭子真
郑子真（?—?），名朴，字子真，西汉隐士。左冯翊谷口（今陕西省礼泉县东北）人。
郑子真隐逸民间，修身自保，非其所有，决不求取。郑子真隐居躬耕在云阳谷口。于岩石之下耕田。汉成帝时大将军王凤礼聘郑子真，他不去应召，于是名震京师。后来多用作歌咏隐士的典故。 道教传说里郑子真是管理三十六小洞天中的第五小洞天（北岳常山洞）的真人。北岳常山洞周回三千里，号称总玄洞天，在恒州常山曲阳县（今河北省定州市）。